# 曲靖之战
曲靖之战，1657年（永曆十一年，顺治十四年）五月至十一月，南明秦王孙可望进攻晋王李定国之内乱。
平东王孙可望与安西王李定国构隙已久，1651年，南明永历帝封孙可望为秦王。1652年，永历帝投奔孙可望，被安置于贵州广西交界的小城安龙，孙可望把持永历朝政。1656年正月，李定国设计将永历帝由安龙移出，于三月护送至昆明。永历帝到达昆明后，封李定国为晋王，刘文秀为蜀王，朝中大权尽归李定国，孙可望、李定国分裂，1657年八月，孙可望以白文选为大总统，以马宝为先锋，合兵十四万入滇进攻李定国，八月十八日，渡过盘江。九月初，孙可望军至交水，离曲靖仅三十里。九月初四日，白文选率部脱离孙可望，从曲靖至昆明归附李定国。九月十五日，李定国、刘文秀、白文选等率三万人至交水抵抗孙可望。九月十八日，孙可望派张胜率兵，乘虚袭击昆明。九月十九日，孙可望、李定国交战，李定国因寡不敌众，稍稍挫败。这时，孙可望属下马维兴部与白文选约为内应，两军合兵包抄孙可望阵后，李定国、刘文秀从正面攻击，孙可望于是大败而退。李定国回救昆明，刘文秀、白文选追击孙可望，张胜从小路行五日，抵达昆明城下，孙可望已经战败，于是拔营而去。走到浑水塘，遭遇李定国军，战败被俘。十月初一日，孙可望一行十数人退到贵州境内，先后抵达镇远、平溪、沅州（今湖南芷江），守将都闭门不纳。孙可望往宝庆投降清朝。